# Skjolds Plads (metrostation)
Skjolds Plads is een ondergronds metrostation in de Deense hoofdstad Kopenhagen dat werd geopend op 29 september 2019.

## Geschiedenis
In 1999 werden plannen gepresenteerd voor een metroringlijn (M3) door Kopenhagen en Frederiksberg die aan de noordkant tussen  Nørrebro en Trianglen onder het westelijk deel van het Fælledpark zou lopen. In dit voorstel was het station opgenomen als Rådmansmarken, dat ook in latere tracévarianten gehandhaafd werd.
Aanvankelijk was het de bedoeling dat ook lijn M4 dit deel van de ringlijn zou berijden, maar het tracé van de M4 werd, net als dat van de M3, aan de noordkant gewijzigd. Ten oosten van de Skjolds Plads zou de lijn naar de campus van de universiteit afbuigen, maar bij het tracébesluit in 2005 werd gekozen voor de variant met een lus langs het noorden en oosten van het Fælledpark.  

## Ligging en inrichting
De hoofdingang van het station ligt op een brede verkeersheuvel tussen de rijbanen van de Haraldsgade bij het kruispunt met de Tagensvej. Op de Skjods Plads zelf is nog een achteringang met een vaste trap naar de ondergrondse fietsenstallingen die via tussendeuren .met de verdeelhal zijn verbonden. Zoals gebruikelijk in Kopenhagen heeft de verdeelhal daklichten en zijn er twee roltrapgroepen die hal en perron verbinden. 
Om verwarring onder reizigers te voorkomen hebben de stations van de M3 en M4 allemaal een eigen afwerking en wandbekleding gekregen. De wanden rond de roltrappen zijn in Skjods Plads van glas met een grijze textuur als verwijzing naar de nabijgelegen noordelijke campus van de Universiteit van Kopenhagen.

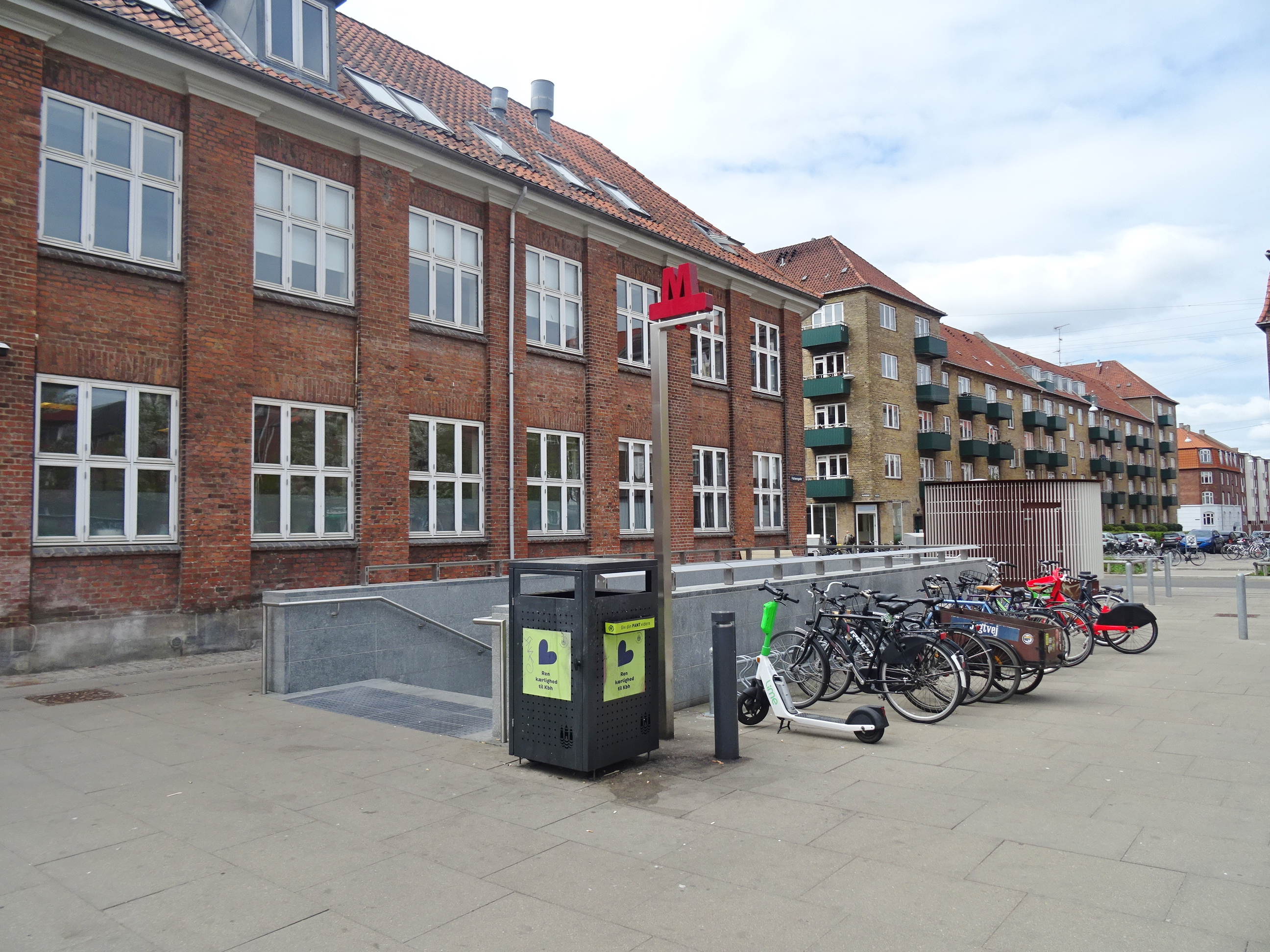
De “achteringang” op de Skjolds Plads.
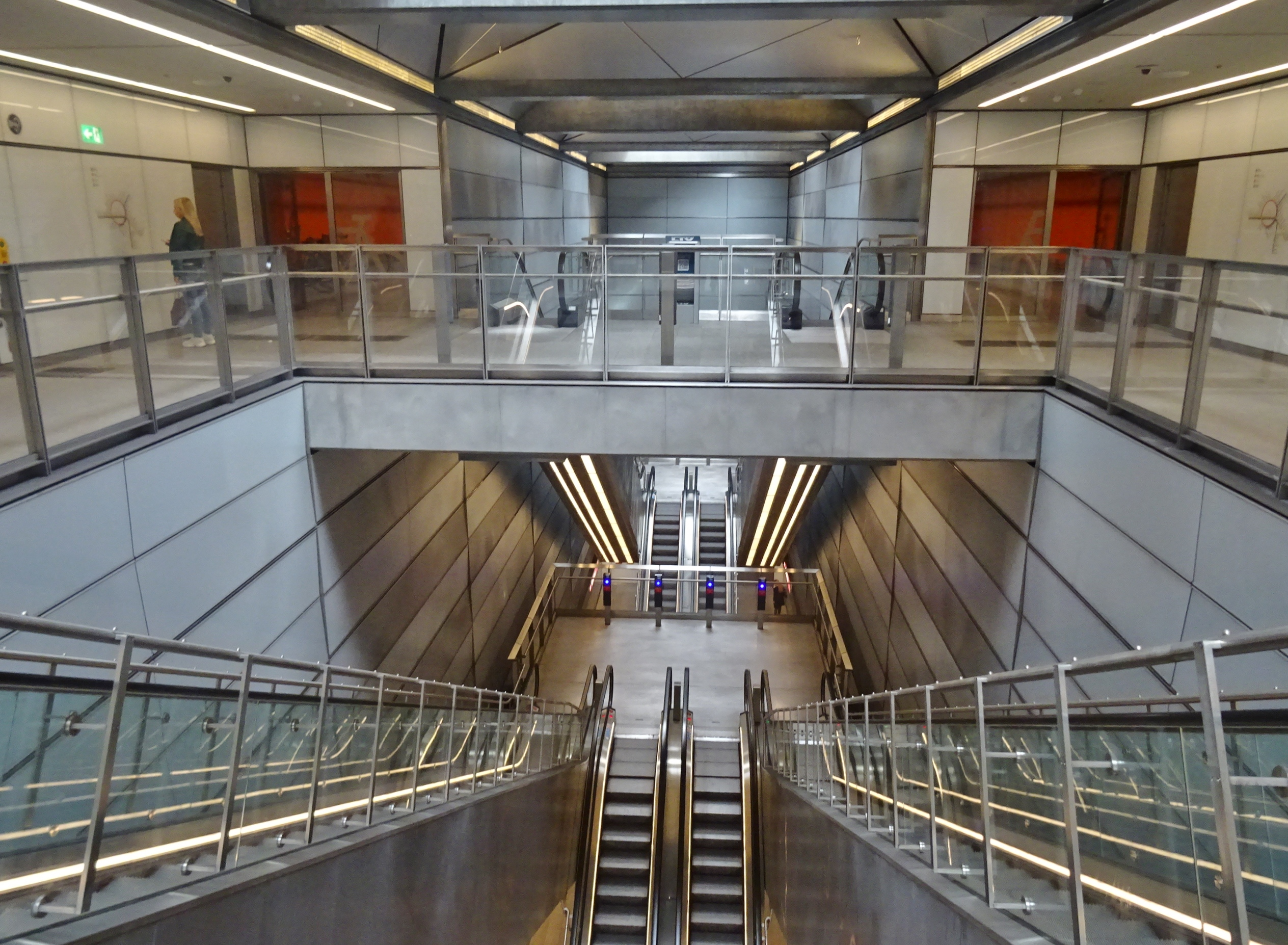
De verdeelhal en de roltrappen naar het perron.

København H   · Rådhuspladsen · Gammel Strand · Kongens Nytorv · Marmorkirken · Østerport   · Trianglen · Poul Henningsens Plads · Vibenshus Runddel · Skjolds Plads · Nørrebro  · Nørrebros Runddel · Nuuks Plads · Aksel Møllers Have · Frederiksberg · Frederiksberg Allé · Enghave Plads · København H →